# Adam Drzewicki (zm. 1569)
Adam Drzewicki herbu Ciołek (zm. 1569) – kasztelan inowrocławski w latach 1563–1566, kasztelan raciąski w latach 1561–1563, starosta inowłodzki w 1564 roku, starosta ryczywolski, starosta gostyniński w 1565 roku, starosta gąbiński, starosta budziszewicki w 1564 roku, sekretarz królewski w 1548 roku.
Był członkiem komisji do rewizji królewszczyzn na sejmie 1563/1564 roku. Jako przedstawiciel Korony Królestwa Polskiego podpisał akt unii lubelskiej 1569 roku.